# بورجا لارنا
بورجا لارنا (انگلیسی: Borja Llarena؛ زادهٔ ۱۷ مهٔ ۱۹۹۹) بازیکن فوتبال اهل اسپانیا است.
از باشگاه‌هایی که در آن بازی کرده‌است می‌توان به باشگاه ورزشی تنریف اشاره کرد.